# México en el Clásico Mundial de Béisbol 2023
Esta fue la quinta participación de la Selección de béisbol de México en el Clásico Mundial de Béisbol. En la edición de 2023 del torneo, México fue colocado en el Grupo C de la primera fase, junto a las selecciones de Canadá, Colombia, Estados Unidos y Reino Unido. Los partidos de este grupo fueron jugados en el Chase Field de la Phoenix del 11 al 15 de marzo.
México ganó el grupo C; en la fase de cuartos de final, eliminaron a Puerto Rico a pesar de empezar con cuatro carreras de desventaja; finalmente, su actividad, concluyó en el vibrante juego de semifinal contra Japón.

## Partidos y resultados
Primera ronda
Juego 1: 11 de marzo - 12:30 Local. Chase Field, Phoenix, Arizona.
| Equipo                                        | 1 | 2 | 3 | 4 | 5 | 6 | 7 | 8 | 9 | 10 | C | H | E |
| --------------------------------------------- | - | - | - | - | - | - | - | - | - | -- | - | - | - |
| Colombia                                      | 0 | 0 | 0 | 3 | 0 | 1 | 0 | 0 | 0 | 1  | 5 | 7 | 1 |
| México                                        | 0 | 0 | 1 | 2 | 0 | 1 | 0 | 0 | 0 | 0  | 4 | 9 | 1 |
| G: Zúñiga (1-0); P:Cruz (0-1).                |   |   |   |   |   |   |   |   |   |    |   |   |   |
| HR: COL – Rodríguez (1); MEX – Arozarena (1). |   |   |   |   |   |   |   |   |   |    |   |   |   |

Juego 4: 12 de marzo - 19:00 Local. Chase Field, Phoenix, Arizona.
| México                                    | 2 | 0 | 1 | 4 | 0 | 0 | 0 | 4 | 0 | 11 | 15 | 0 |
| Estados Unidos                            | 0 | 1 | 0 | 0 | 0 | 0 | 1 | 3 | 0 | 5  | 8  | 0 |
| G: Sandoval (1-0); P:Martínez (0-1).      |   |   |   |   |   |   |   |   |   |    |    |   |
| HR: MEX – Meneses 2 (2); USA – Smith (1). |   |   |   |   |   |   |   |   |   |    |    |   |

Juego 8: 14 de marzo - 19:00 Local. Chase Field, Phoenix, Arizona.
| Reino Unido                      | 0 | 0 | 0 | 0 | 0 | 1 | 0 | 0 | 0 | 1 | 4 | 1 |
| México                           | 0 | 1 | 0 | 0 | 0 | 0 | 1 | 0 | X | 2 | 7 | 0 |
| G: Romero (1-0); P:Thomas (0-1). |   |   |   |   |   |   |   |   |   |   |   |   |
| HR: No hubo.                     |   |   |   |   |   |   |   |   |   |   |   |   |

Juego 9: 15 de marzo - 12:30 Local. Chase Field, Phoenix, Arizona.
| México                                              | 2 | 1 | 0 | 0 | 0 | 4 | 2 | 1 | 0 | 10 | 10 | 0 |
| Canadá                                              | 1 | 0 | 0 | 1 | 0 | 0 | 1 | 0 | 0 | 3  | 7  | 0 |
| G: Urquidy (1-0); P:Zastryzny (0-1).                |   |   |   |   |   |   |   |   |   |    |    |   |
| HR: MEX – Téllez (1); CAN – Naylor (1), Julien (1). |   |   |   |   |   |   |   |   |   |    |    |   |

Fase final
Cuartos de final: 17 de marzo - 19:00 Local. LoanDepot Park, Miami, Florida.
| Puerto Rico                                         | 4 | 0 | 0 | 0 | 0 | 0 | 0 | 0 | 0 | 4 | 9 | 0 |
| México                                              | 0 | 1 | 0 | 0 | 1 | 0 | 3 | 0 | X | 5 | 9 | 0 |
| G: Romero (2-0); P:Díaz (0-1).                      |   |   |   |   |   |   |   |   |   |   |   |   |
| HR: PUR – Báez (1), Rosario (2); MEX – Paredes (1). |   |   |   |   |   |   |   |   |   |   |   |   |

Semifinal: 20 de marzo - 19:00 Local. LoanDepot Park, Miami, Florida.
| México                                  | 0 | 0 | 0 | 3 | 0 | 0 | 0 | 2 | 0 | 5 | 9  | 0 |
| Japón                                   | 0 | 0 | 0 | 0 | 0 | 0 | 3 | 1 | 2 | 6 | 10 | 0 |
| G: Ota (1-0); P:Gallegos (0-1).         |   |   |   |   |   |   |   |   |   |   |    |   |
| HR: MEX – Urías (1); JAP – Yoshida (2). |   |   |   |   |   |   |   |   |   |   |    |   |

## Róster 2023
| México Clásico Mundial de Béisbol 2023 |    |                           |                          |
| C U E R P O T É C N I C O              |    |                           |                          |
| Gerente General                        |    | Bandera de México         | Rodrigo López            |
| Roster Mánager                         |    | Bandera de México         | Jorge Campillo           |
| Mánager                                | 30 | Bandera de México         | Benji Gil                |
| Coach de Banca                         | 9  | Bandera de México         | Vinny Castilla           |
| Coach de Bateo                         | 18 | Bandera de Estados Unidos | Jacob Cruz               |
| Coach de Bateo                         | 70 | Bandera de México         | Bobby Magallanes         |
| Coach de Pitcheo                       | 45 | Bandera de México         | Elmer Dessens            |
| Coach de 1ra base                      | 12 | Bandera de Estados Unidos | Gil Velázquez            |
| Coach de 3ra base                      | 21 | Bandera de México         | Tony Perezchica          |
| Coach de Bullpen                       | 26 | Bandera de Estados Unidos | Horacio Ramírez          |
| Asist. Coach de Bateo                  | 71 | Bandera de México         | Ever Magallanes          |
| J U G A D O R E S                      |    |                           |                          |
| L A N Z A D O R E S                    |    |                           |                          |
| Batea: Z / Tira: Z                     | 23 | Bandera de México         | Erubiel Armenta (PHI)    |
| Batea: D / Tira: Z                     | 77 | Bandera de México         | Javier Assad (CHC)       |
| Batea: D / Tira: D                     | 50 | Bandera de México         | Manny Barreda (TIJ)      |
| Batea: D / Tira: D                     | 82 | Bandera de México         | Victor Castañeda (MIL)   |
| Batea: D / Tira: D                     | 85 | Bandera de México         | Luis Cessa (CIN)         |
| Batea: D / Tira: D                     | 49 | Bandera de México         | Jesús Cruz (PHI)         |
| Batea: D / Tira: D                     | 65 | Bandera de México         | Giovanny Gallegos (STL)  |
| Batea: D / Tira: D                     | 1  | Bandera de México         | Felipe González (MTY)    |
| Batea: D / Tira: D                     | 55 | Bandera de México         | Adrián Martínez (OAK)    |
| Batea: Z / Tira: Z                     | 29 | Bandera de México         | Óliver Pérez (CUL)       |
| Batea: D / Tira: D                     | 53 | Bandera de México         | Roel Ramírez (ATL)       |
| Batea: D / Tira: D                     | 84 | Bandera de México         | Alan Rangel (ATL)        |
| Batea: D / Tira: D                     | 33 | Bandera de México         | Gerardo Reyes (LAA)      |
| Batea: D / Tira: D                     | 20 | Bandera de México         | Wilmer Ríos (MON)        |
| Batea: Z / Tira: Z                     | 14 | Bandera de México         | JoJo Romero (STL)        |
| Batea: D / Tira: D                     | 48 | Bandera de México         | Jake Sánchez (SD)        |
| Batea: Z / Tira: Z                     | 43 | Bandera de México         | Patrick Sandoval (LAA)   |
| Batea: Z / Tira: Z                     | 7  | Bandera de México         | Julio Urías (LAD)        |
| Batea: D / Tira: D                     | 59 | Bandera de México         | José Urquidy (HOU)       |
| Batea: D / Tira: D                     | 46 | Bandera de México         | César Vargas (MTY)       |
| Batea: A / Tira: D                     | 99 | Bandera de México         | Taijuan Walker (PHI)     |
| Batea: Z / Tira: Z                     | 16 | Bandera de México         | Samuel Zazueta (TIJ)     |
| R E C E P T O R E S                    |    |                           |                          |
| Batea: D / Tira: D                     | 15 | Bandera de México         | Austin Barnes (LAD)      |
| Batea: D / Tira: D                     | 51 | Bandera de México         | Alexis Wilson (QRO)      |
| J U G A D O R E S D E C U A D R O      |    |                           |                          |
| Batea: L / Tira: D                     | 62 | Bandera de México         | Jonathan Aranda (TB)     |
| Batea: D / Tira: D                     | 32 | Bandera de México         | Joey Meneses (WAS)       |
| Batea: D / Tira: D                     | 17 | Bandera de México         | Isaac Paredes (TB)       |
| Batea: Z / Tira: Z                     | 11 | Bandera de México         | Rowdy Téllez (MIL)       |
| Batea: D / Tira: D                     | 13 | Bandera de México         | Alan Trejo (COL)         |
| Batea: D / Tira: D                     | 3  | Bandera de México         | Luis Urías (MIL)         |
| Batea: D / Tira: D                     | 38 | Bandera de México         | Roberto Valenzuela (MTY) |
| J A R D I N E R O S                    |    |                           |                          |
| Batea: D / Tira: D                     | 56 | Bandera de México         | Randy Arozarena (TB)     |
| Batea: D / Tira: D                     | 24 | Bandera de México         | José Cardona (MTY)       |
| Batea: Z / Tira: D                     | 2  | Bandera de México         | Jarren Durán (BOS)       |
| Batea: Z / Tira: Z                     | 5  | Bandera de México         | Alek Thomas (AZ)         |
| Batea: Z / Tira: Z                     | 27 | Bandera de México         | Álex Verdugo (BOS)       |

 =  Cuenta con nacionalidad mexicana. 